# TripleA
TripleA est un moteur de jeu libre, spécialisé dans le jeu de stratégie au tour par tour développé avec le langage Java qui fonctionne sur n'importe quelle plate-forme supportant Java (par exemple : Microsoft Windows, GNU/Linux et Mac OS X). En 2008, TripleA est classé à la seconde place de FreewareGenius' ranking of turn based strategy games.
Le code source est livré avec des cartes et scénarios fondés sur le jeu de plateau Axis & Allies de MB, mais il est également possible d'en télécharger plus d'une centaine d'autres. TripleA a aussi été comparé au jeu Risk de Miro Company.
Parmi les jeux utilisant ce moteur, différentes guerres passées comme les guerres de l'Empire romain, du Premier Empire ou encore de l'empire du Japon sont disponibles, mais il existe également des jeux fantastiques, comprenant par exemple des zombies.